# Stefano Stefanelli
Stefano Stefanelli (Vaste, 24 agosto 1974) è un militare italiano, Carabiniere insignito di Medaglia d'Oro al Valor Civile.